# Hudflugt
Hudflugt er en dansk eksperimentalfilm fra 1991, der er instrueret af Steen Schapiro.

## Handling
En togrejse ind i en familiebevidsthed; Et tv-spil vendt på vrangen; Et moderligt orgie af sex, splatter og psykisk vold.